# 佩利夫卡
50°13′44″N 34°47′24″E / 50.22889°N 34.79000°E
佩利夫卡（羅馬化：Pylivka）是位於烏克蘭東北部的村莊，由蘇梅州奥赫蒂尔卡区的切爾內奇奇納市鎮負責管轄。該村處於沃爾斯克拉河畔，分別距離蓋-莫申卡3公里和胡赫拉1.5公里，海拔高度107米。